# Beselare
Beselare is een dorp in de Belgische provincie West-Vlaanderen en een deelgemeente van de gemeente Zonnebeke, gelegen in de Westhoek. Het dorp ligt net als de andere dorpen in de gemeente op de Midden-West-Vlaamse Heuvelrug. Beselare was een zelfstandige gemeente tot aan de gemeentelijke herindeling van 1977.

## Geschiedenis
Beselare werd voor het eerst vermeld in 1087 als Beveclare. De plaatsnaam zou afgeleid zijn van een benaming voor bosweide, een laar. In 1705 werd het grondgebied van Beselare verheven tot markizaat door Lodewijk XIV. Dit werd bestuurd door de adellijke familie van der Woestine, die ook eerder al de heerlijkheid Beselare bestuurde.
Het dorp werd vrijwel geheel verwoest tussen 1914 en 1918 tijdens de Eerste Wereldoorlog. Het dorp is daarna heropgebouwd.

## Demografische ontwikkeling
- Bronnen:NIS, Opm:1831 tot en met 1970=volkstellingen; 1976 = inwoneraantal op 31 december

## Bezienswaardigheden
- Na de Eerste Wereldoorlog werd tussen 1922 en 1925 de Sint-Martinuskerk herbouwd in neogotische stijl. Er bleef nog één oud stuk, de arduinen grafsteen van ridder Adriaan van der Woestine uit 1527, de andere merkwaardigheden uit het interieur gingen allen verloren door het oorlogsgeweld.
- Op de gevel van het voormalig gemeentehuis van Beselare hangt een gedenkplaat van volksschrijver Edward Vermeulen, alias Warden Oom, die bekend werd door zijn sociale romans. In het gemeentehuis zelf herdenkt een gedenkplaat de Duitse gesneuvelden van de Eerste Wereldoorlog.
- Op het marktplein van Beselare staat een bronzen heks. Dit standbeeld werd gerealiseerd door "De Zonnebeekse Heemvrienden" en het plaatselijke Heksencomité. De heks staat er omdat van oudsher de plaats bekend is als heksenparochie en tovenaressenparochie.
- Rechts naast de Sint-Martinuskerk ligt het ontmoetingscentrum OC de Leege Platse, ontworpen door architectenbureau Dierendonck Blancke.

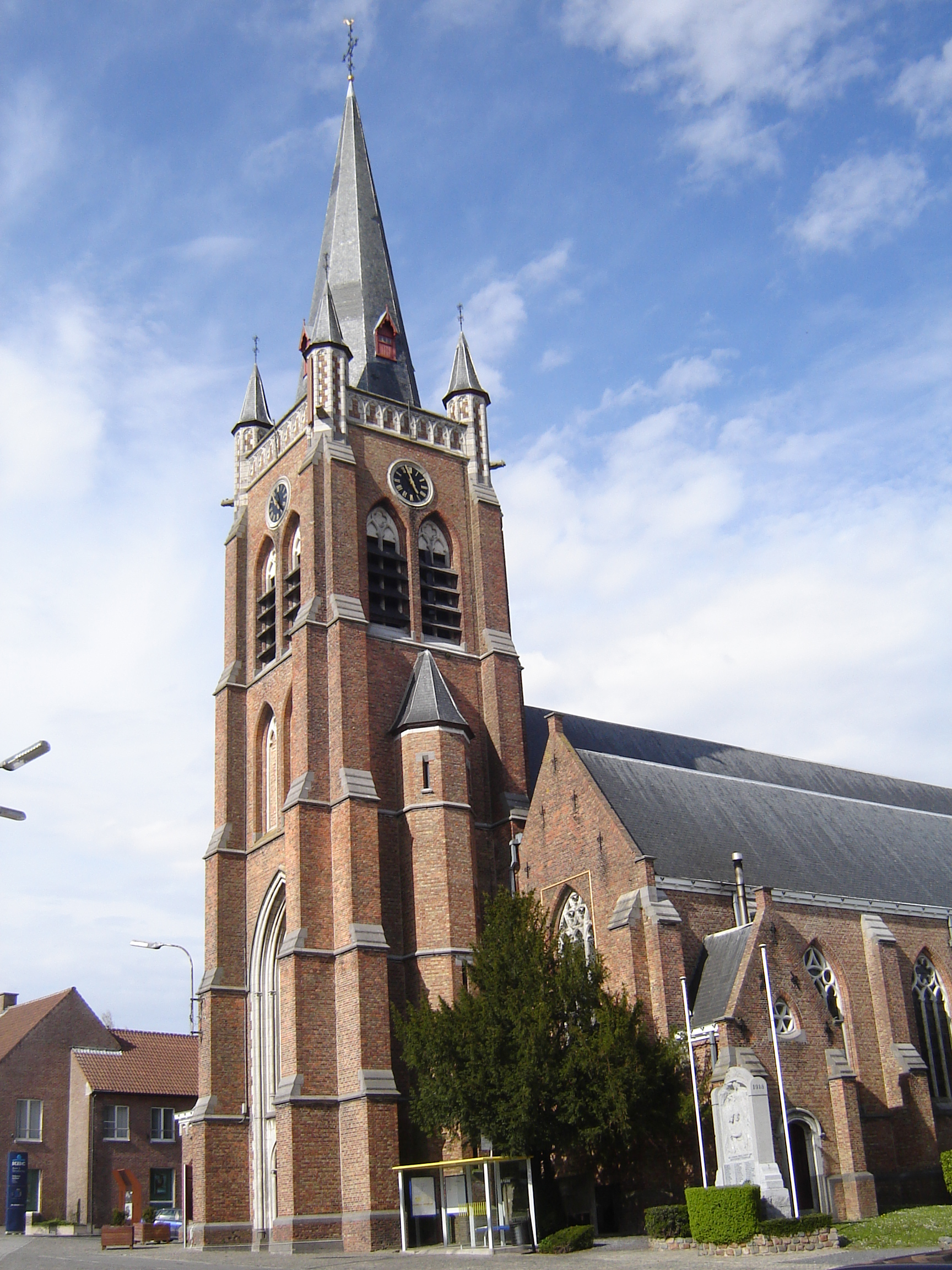
Sint-Martinuskerk
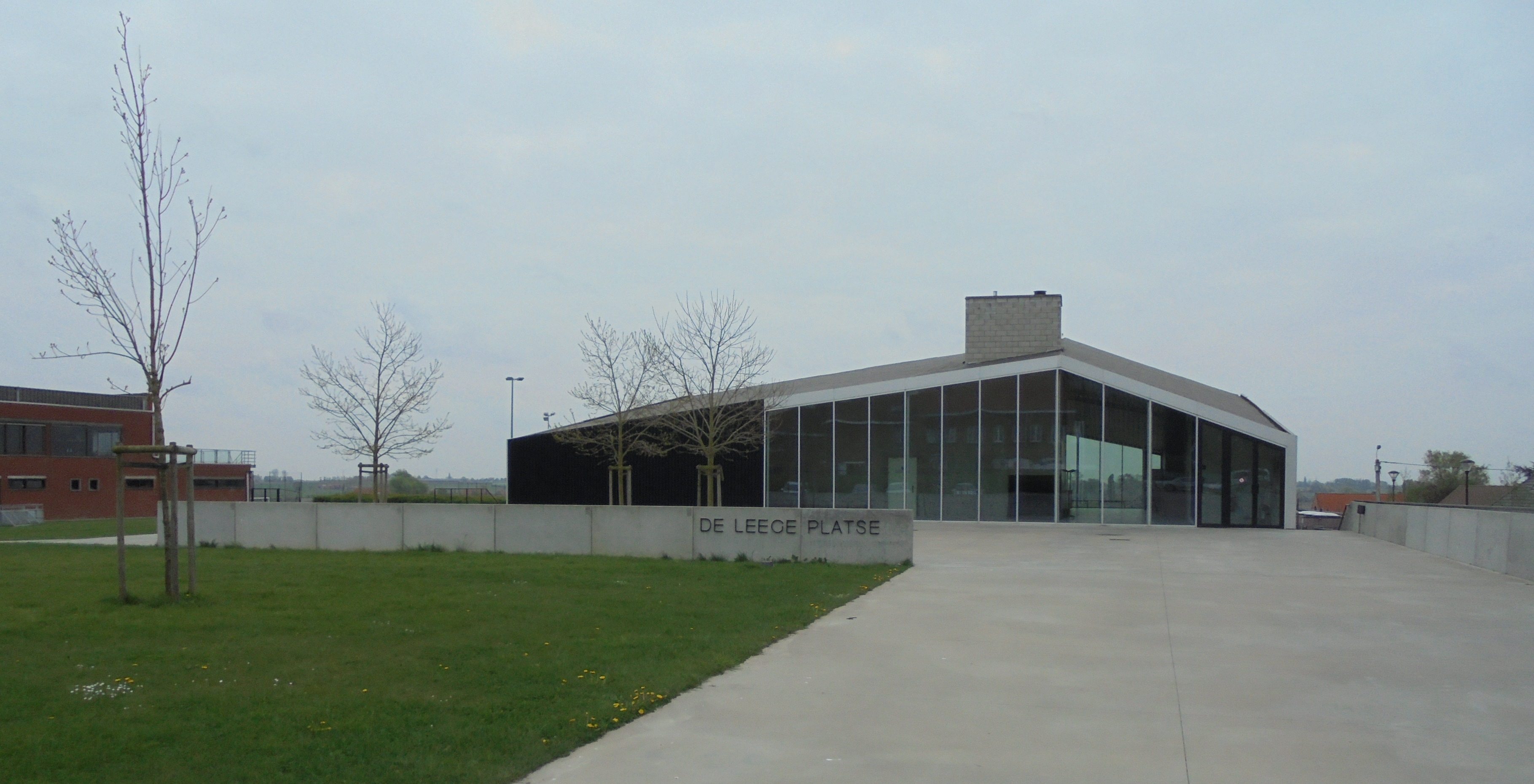
OC de Leege Platse
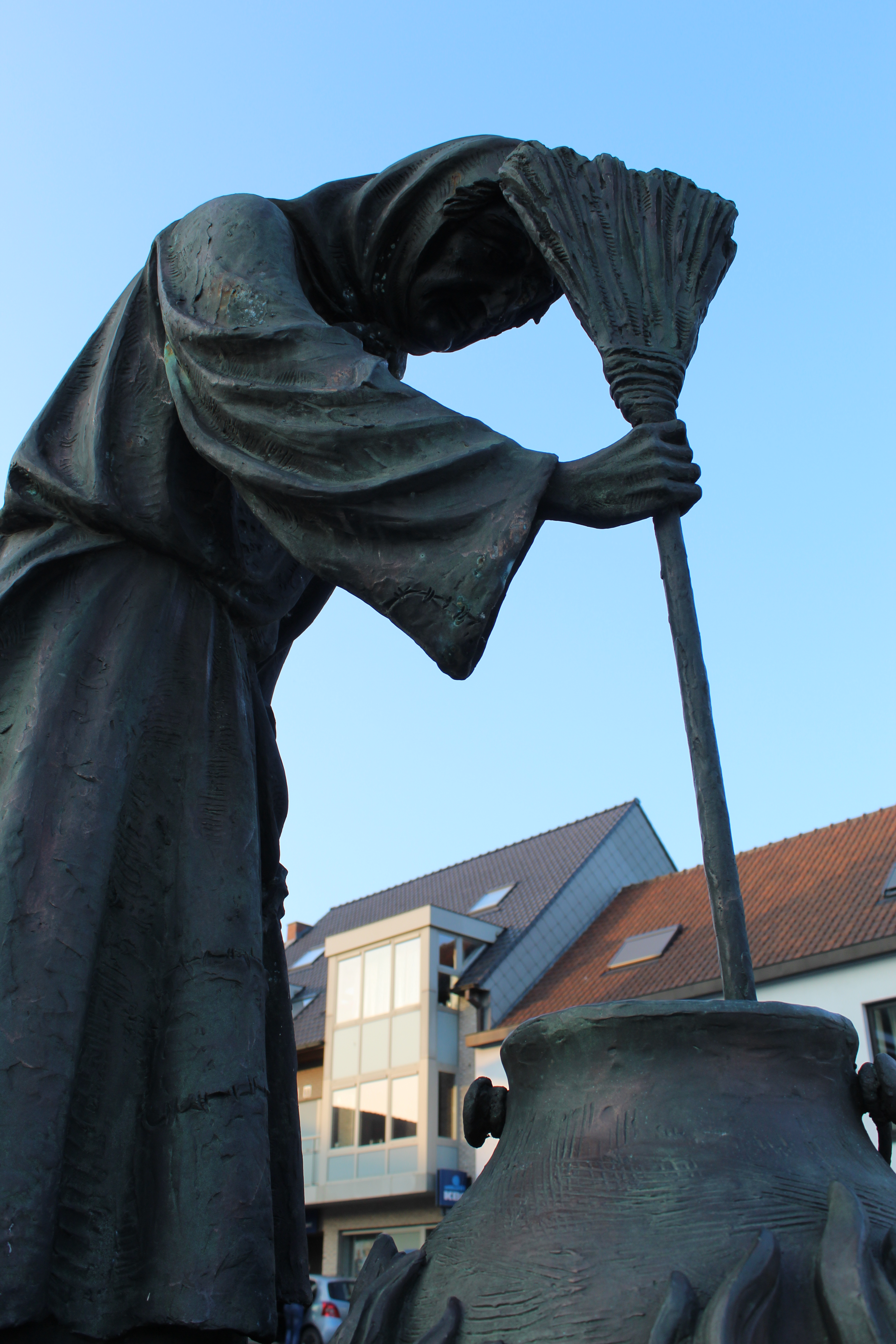
Heksenmonument op Beselareplaats

## Natuur en landschap
Beselare ligt in Zandlemig Vlaanderen op een hoogte van 20 tot 60 meter. Het ligt op de Midden-West-Vlaamse Heuvelrug. Ten westen van Beselare ligt het Polygoonbos. Daarnaast zijn er ook enkele wandelroutes in en rond Beselare.

## Evenementen

### Heksenstoet
De Heksenstoet is een volksfeest dat ontstond na het teloorgaan van de oude dorpskermis. Sinds 1959 trekt de folkloristische optocht door de straten van Beselare. Elke twee jaar in het laatste weekend van juli vindt de optocht plaats. Vanwege de coronapandemie werd de 47e editie, voorzien voor 25 juli 2021, verplaatst naar 31 juli 2022. Door de pandemie werd de stoet nogmaals verplaatst naar 30 juli 2023. In de periode voorafgaand aan de Heksenstoet zijn er in het dorp tal van heksen, groot, klein, griezelig of grappig. Tijdens de Heksenstoet zelf passeren ongeveer 1200 figuranten de revue, van Sefa Bubbels tot Fiete Kwik, maar ook heksen uit sprookjes of internationale heksen. De stoet werd erkend als immaterieel Vlaams erfgoed en opgenomen in de Inventaris Immaterieel Cultureel Erfgoed Vlaanderen. Heel wat taferelen in de stoet werden oorspronkelijk opgetekend door volksschrijver Edward Vermeulen.De geestelijke vader van de Beselaarse heksenstoet is Jozef Maes en de eigenlijke stichter André Vandenameele.

### Bezemrock
In 2006 werd het festival Bezemrock opgericht. Jaarlijks vindt het festival plaats het tweede weekend van augustus op het festivalterrein in Beselare. Op vrijdagavond is er dancemuziek en op zaterdagavond rockmuziek.

## Bekende personen
- De historicus en volkskundige Lodewijk De Wolf was onderpastoor van Beselare (1911-1914).
- Volksschrijver Edward Vermeulen alias Warden Oom (schreef tal van boeken en legendes over tovenarij).
- Acteur Oswald Maes (1934-2024)
- Actrice Silke Thorrez

## Nabijgelegen kernen
Zonnebeke, Geluveld, Geluwe, Dadizele, Moorslede, Kruiseke, Wervik, Zandvoorde, Zillebeke,

## Trivia
- Martinus van Tours is de patroonheilige van Beselare.